# Armand Mouton
Armand Mouton, né le 1er mai 1850 à Chartres et mort le 10 septembre 1935 dans la même ville est un architecte français.

## Principales réalisations
- École primaire de filles avec une école maternelle, 15, Rue Philebert Poulain, Illiers-Combray (1880-1886)[4].
- École primaire supérieure de garçons, 72, rue de Chartres, Bonneval (1881-1883)[3],[5].
- École primaire supérieure de garçons, Avenue Georges Clemenceau, Iliiers-Combray  (1882-1886)[3],[6].
- Temple protestant, 20, rue Saint Thomas, Chartres (1886-1887)[3].
- Salle des fêtes, 3, rue Pannard, Courville-sur-Eure (1898-1900)[3],[7].
- Monument aux morts de la guerre de 1870-1871 (avec l'architecte Henri-Paul Nénot), butte des Charbonniers, Chartres (1901)[8],[9],[10].
- Monument à Louis Pasteur, Rue Général Koenig, Chartres (1903)  Inscrit MH (2017)[11],[12].
- Monument à Noël Ballay, square du Lycée, Chartres (1904)  Inscrit MH (2017)[13],[14].
- Hôtel de ville d'Auneau, 3, avenue Gambetta, Auneau (1906-1909)[15].
- Agrandissement de l'hôpital de Chartres, (1908-1923)[16].
- Monument à Edmond Poillot, rue Edmond Poillot, Chartres (1915)[17].

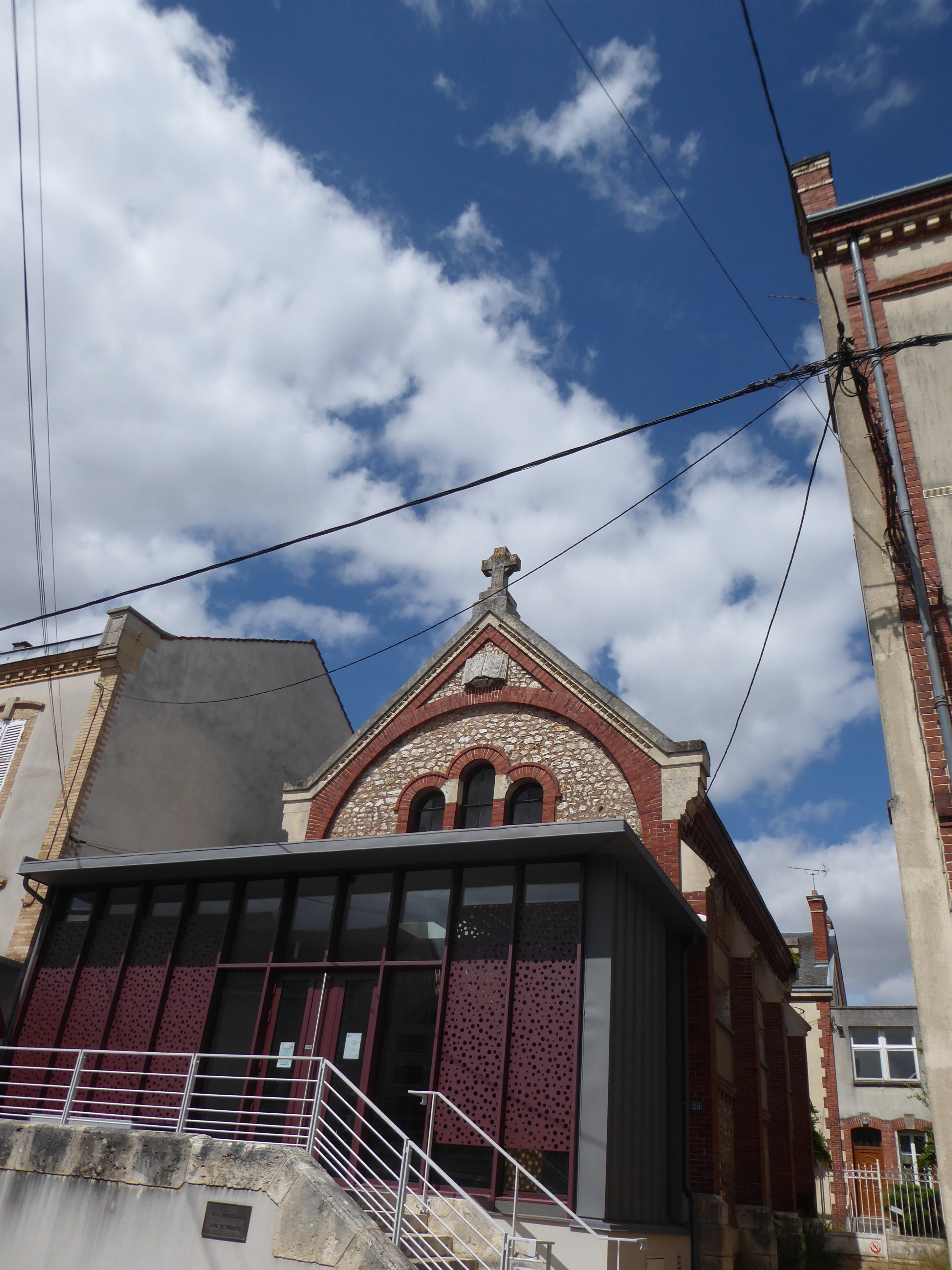
Temple de l'église réformée, 1886-1887.
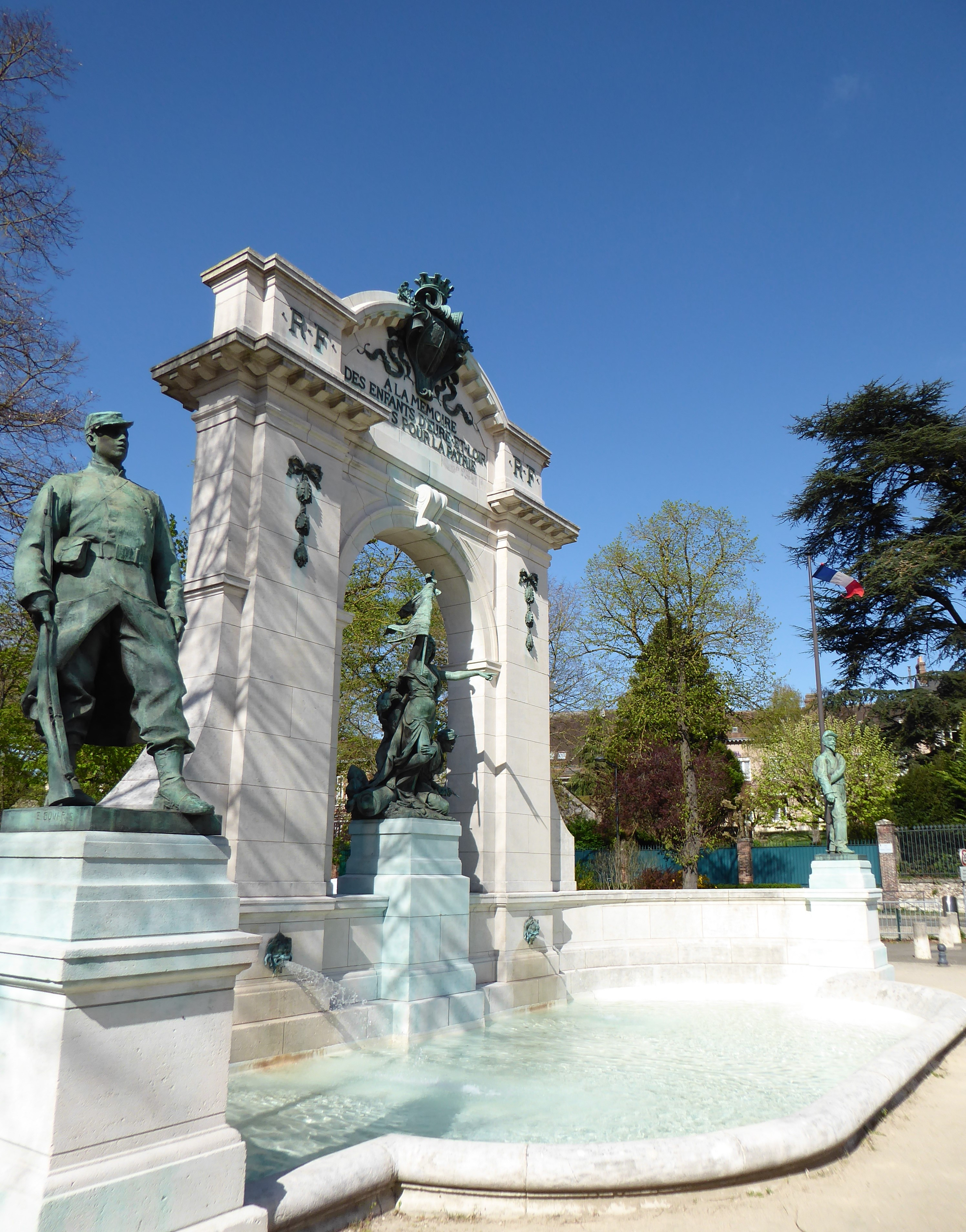
Monument aux morts de la Guerre franco-allemande de 1870, 1901.
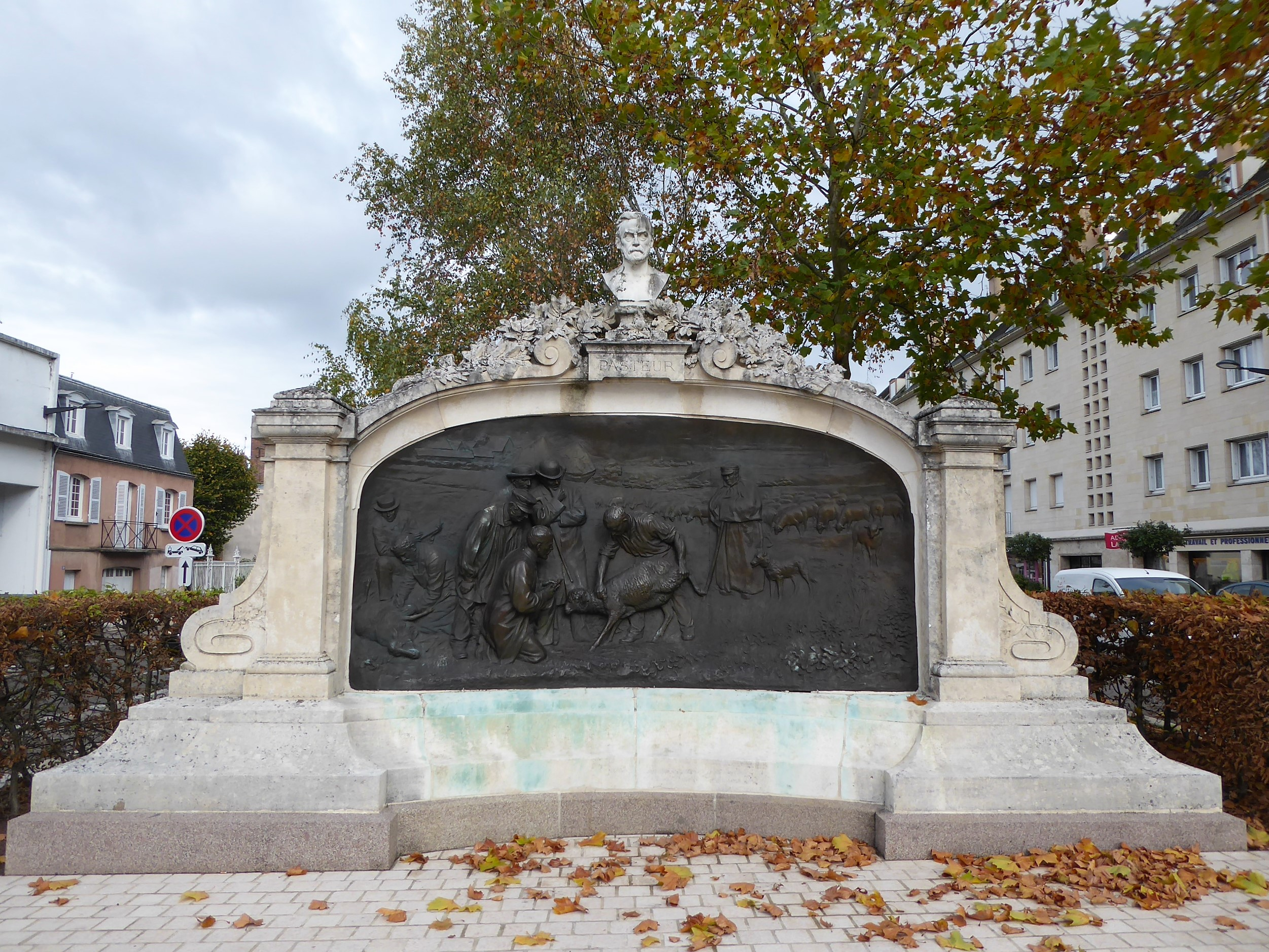
Monument à Louis Pasteur, 1903.
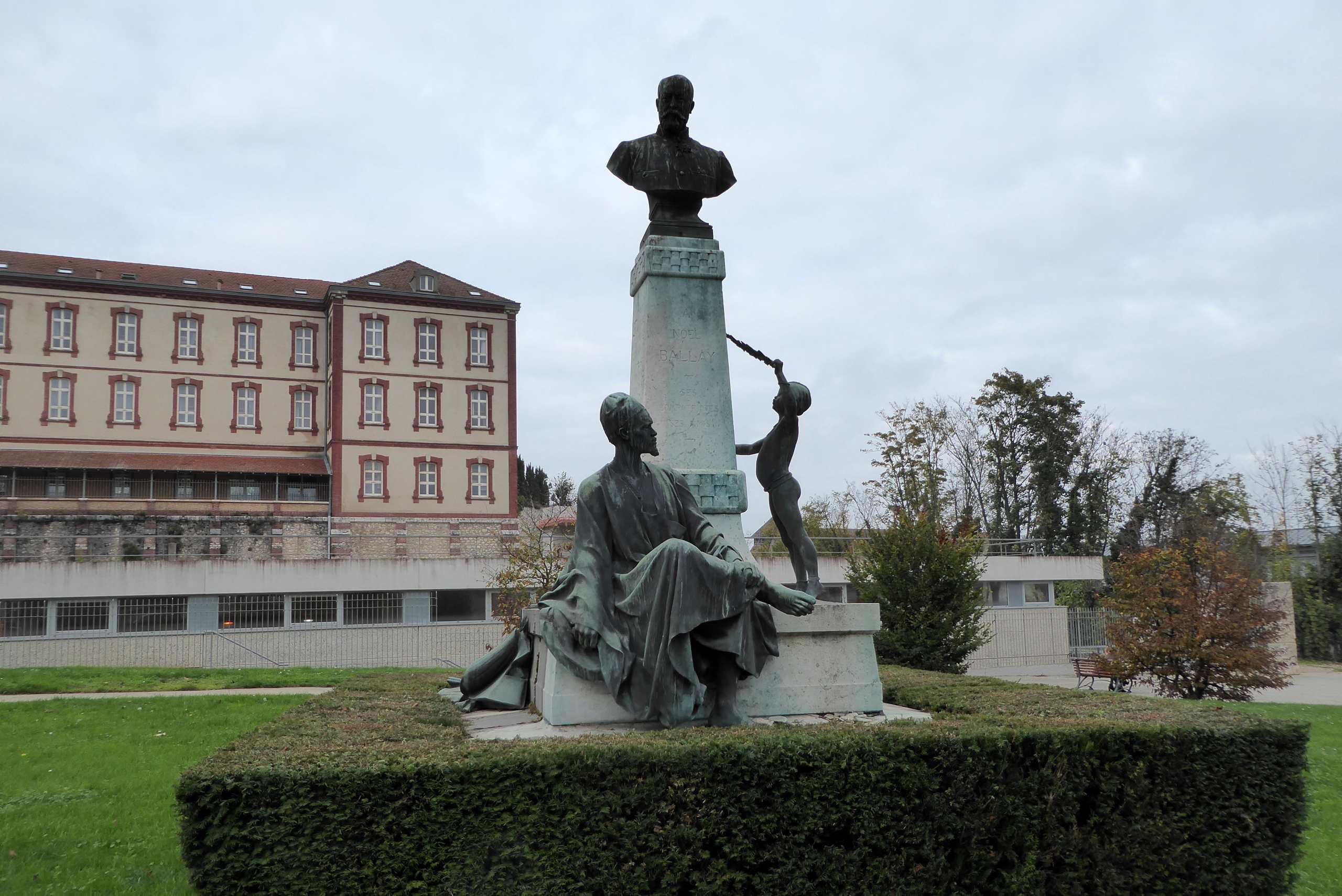
Monument à Noël Ballay, 1904.
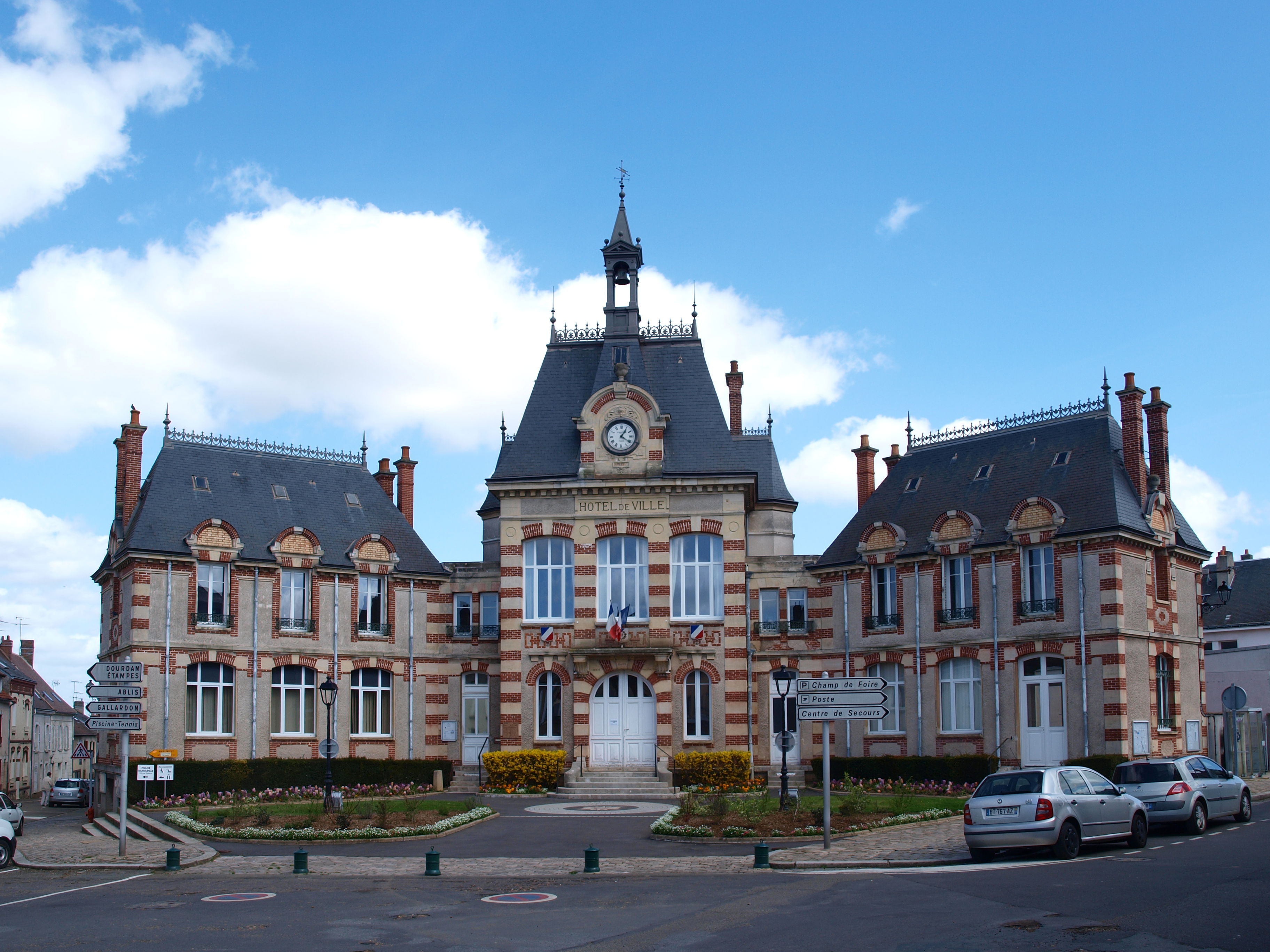
Hôtel de ville d'Auneau, 1906-1909.
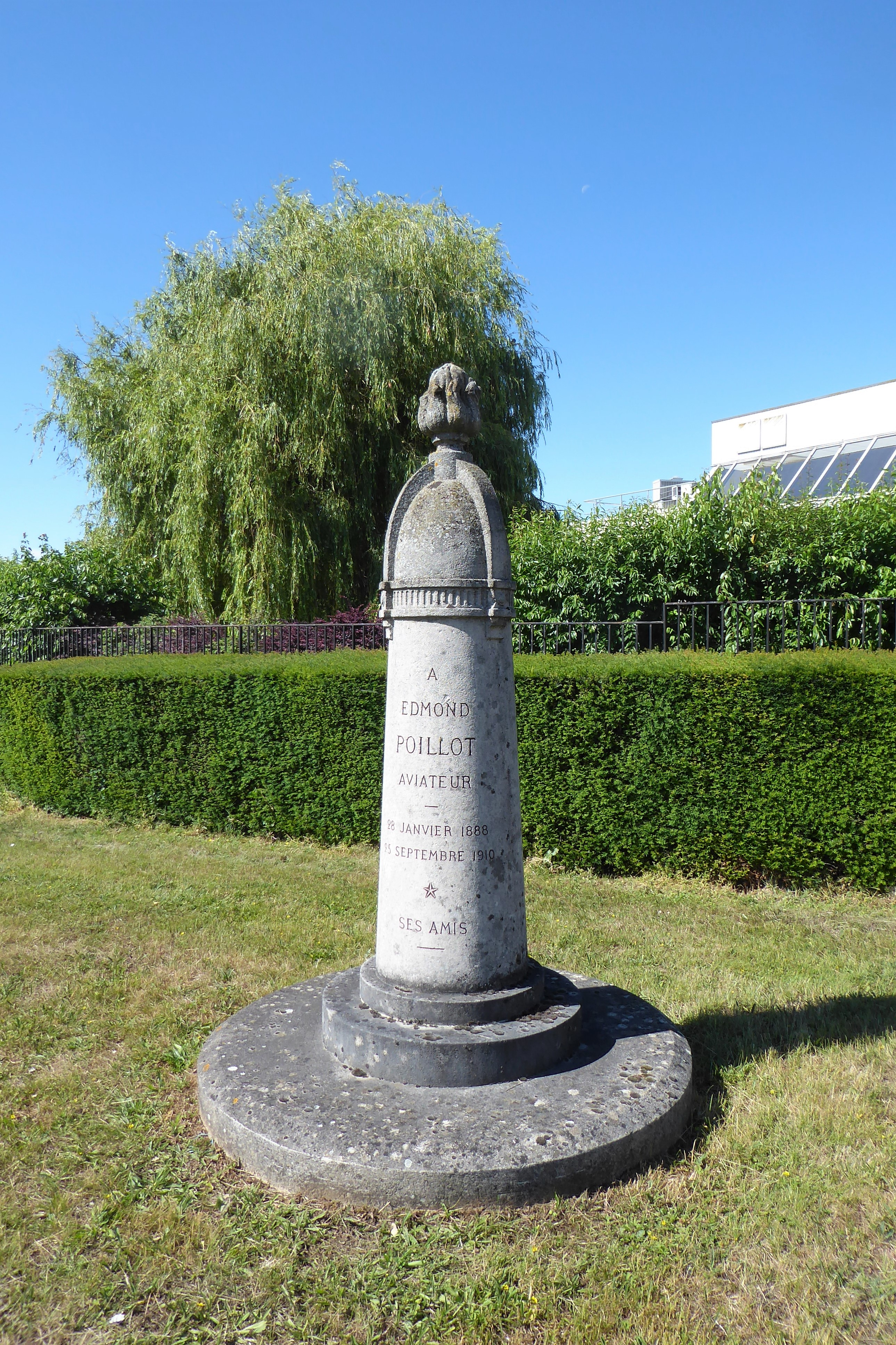
Monument à Edmond Poillot, 1915.

### Sources
- Le Temps, 28 octobre 1901, p. 3/4. En ligne
- L'Univers, 4 novembre 1901, p. 2/4. En ligne
- La Dépêche d'Eure-et-Loir, 9 juin 1903, p. 2/4. En ligne
- Le Petit Parisien, 15 octobre 1911, p. 2/8. En ligne